# Chrysocraspeda subangulata
Chrysocraspeda subangulata är en fjärilsart som beskrevs av W. Warren 1896. Chrysocraspeda subangulata ingår i släktet Chrysocraspeda och familjen mätare. Inga underarter finns listade i Catalogue of Life.